# Begonia sodiroi
Begonia sodiroi é uma espécie de Begonia, nativa do Equador.